# 門真市立第四中学校
門真市立第四中学校（かどましりつだいよんちゅうがっこう）は、大阪府門真市の南東部に位置する公立中学校である。

## 沿革
- 1972年4月　門真市立第二中学校より分離開校
- 1973年3月　校舎・給食調理室落成
- 同7月　プール・体育館落成

## 交通
- 京阪本線大和田駅から、京阪バス門真団地バス停
- 京阪本線萱島駅・片町線住道駅から、近鉄バス江端バス停